# Родригес де Лима, Исаак
Исаак Родригес де Лима (порт. Felipe Gabriel Cunha Teresa, более известный, как Исаак порт. Isaac; род. 24 апреля 2004, Терезина) — бразильский футболист, вингер клуба «Атлетико Паранаэнсе».

## Клубная карьера
Исаак — воспитанник клубов «Ривер» и «Флуминенсе». 18 января 2023 года в поединке Лиги Кариоки против «Нова-Игуасу» игрок дебютировал за основной состав последних. 29 апреля в матче против «Форталезы» он дебютировал в бразильской Серии A. В своём дебютном сезоне Исаак помог команде выиграть Кубок Либертадорес. 21 января 2024 года в поединке против «Португезы» игрок забил свой первый гол за «Флуминенсе».
В 2025 году Исаак перешёл в «Атлетико Паранаэнсе», выступающий в бразильской Серии B. 18 января в матче Лиги Паранаэнсе против «Ажурижа» он дебютировал за основной состав. 26 февраля в поединке Кубка Бразилии против «Позу-Алегри» игрок забил свой первый гол за «Атлетико Паранаэнсе».

## Достижения
Клубные
 «Флуминенсе»
- Обладатель Кубка Либертадорес — 2023